# David Morris (attore)
David Cedric Morris (Folkestone, 11 settembre 1924 – Watford, 29 ottobre 2007) è stato un attore britannico.
Si sposò nel 1957 con Olwen Goodwin ed ebbe quattro figli: Sarah, Martin, Stephen e Anna. Iniziò la carriera nel 2004, partecipando alla serie televisiva Jonathan Creek. Nel 2005 interpreta il personaggio di George, uno dei nonni del protagonista, nel film La fabbrica di cioccolato. La carriera si conclude nel 2007, quando Morris muore per un infarto all'età di 83 anni.

## Filmografia
- When I'm Sixty-Four, regia di Jon Jones - film TV (2004)
- La fabbrica di cioccolato (Charlie and the Chocolate Factory), regia di Tim Burton (2005)
- Flick, regia di David Howard (2008)

### Televisione
- Jonathan Creek - serie TV, episodio 4x06 (2004)
- Little Britain - serie TV, episodi 2x01-2x06 (2004)
- Saxondale - serie TV, episodio 1x01 (2006)

## Doppiatori italiani
Nelle versioni in italiano dei suoi lavori, David Morris è stato doppiato da:
- Vittorio Di Prima ne La fabbrica di cioccolato